# Claude Poinssot
Claude Poinssot (* 8. März 1928 in Tunis; † 11. April 2002 in Montgailhard) war ein französischer Archäologe.

## Leben
Claude Poinssot  war der Sohn des Archäologen Louis Poinssot (1879–1967), der in Tunesien tätig war. Er arbeitete wie sein Vater für den Antikendienst Tunesiens und war von 1952 bis 1961 als Inspektor für die antike Stadt Thugga zuständig, wo schon sein Vater gegraben hatte. Ferner war er Generalsekretär der Mission Archéologique Française in Tunesien. Nach der Unabhängigkeit Tunesiens kehrte er nach Frankreich zurück, wo er seine Karriere in der Kulturverwaltung fortsetzte und es zum Inspektor der Musées de France brachte.
Das Archiv der Familie Poinssot befindet sich heute im Institut national d’histoire de l’art in Paris.

## Veröffentlichungen  (Auswahl)
- Les ruines de Dougga. Institut national d’archéologie et d’art, Tunis 1958. 2. Auflage 1983.